# Пажеу

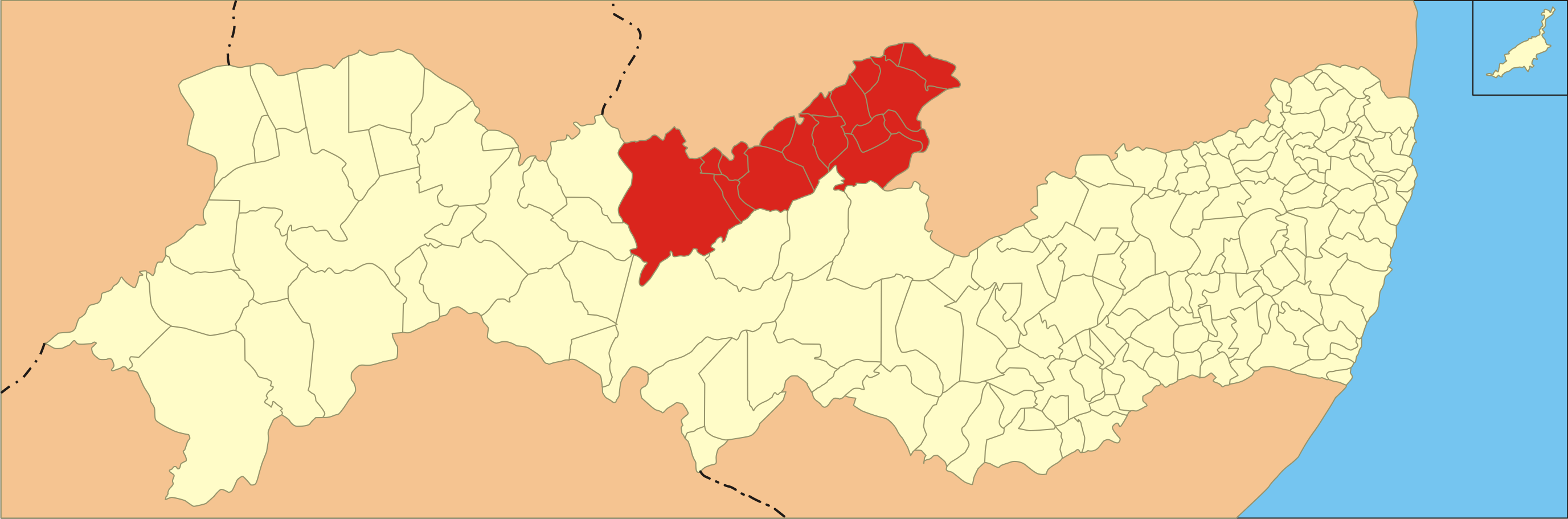
Пажеу на карте.

Пажеу (порт. Microrregião de Pajeú) — микрорегион в Бразилии, входит в штат Пернамбуку. Составная часть мезорегиона Сертан штата Пернамбуку.
Население составляет 	314 603	 человека (на 2010 год). Площадь — 	8769,896	 км². Плотность населения — 	35,87	 чел./км².

## Демография
Согласно сведениям, собранным в ходе переписи 2010 г. Национальным институтом географии и статистики (IBGE), население микрорегиона составляет:						
| Полное население                             | Полное население                             | Полное население                             | Полное население                             | 314 603 |
| -------------------------------------------- | -------------------------------------------- | -------------------------------------------- | -------------------------------------------- | ------- |
| в том числе:                                 | Городское население                          | 199 726                                      | Процент городского населения, %              | 63,49   |
|                                              | Сельское население                           | 114 877                                      | Процент сельского населения, %               | 36,51   |
|                                              | Мужское население                            | 153 047                                      | Процент мужского населения, %                | 48,65   |
|                                              | Женское население                            | 161 556                                      | Процент женского населения, %                | 51,35   |
| Плотность населения, чел/км²                 | Плотность населения, чел/км²                 | Плотность населения, чел/км²                 | Плотность населения, чел/км²                 | 35,87   |
| Население микрорегиона в % к населению штата | Население микрорегиона в % к населению штата | Население микрорегиона в % к населению штата | Население микрорегиона в % к населению штата | 3,58    |

## Состав микрорегиона
В составе микрорегиона  включены следующие муниципалитеты:
1. Афогадус-да-Ингазейра
2. Брежинью
3. Игуараси
4. Ингазейра
5. Итапетин
6. Калумби
7. Карнаиба
8. Кишаба
9. Сан-Жозе-ду-Эжиту
10. Санта-Крус-да-Байша-Верди
11. Санта-Терезинья
12. Серра-Тальяда
13. Солидан
14. Табира
15. Триунфу
16. Тупаретама
17. Флорис